# Кларксвил (Тексас)
Кларксвил (енгл. Clarksville) град је у америчкој савезној држави Тексас. По попису становништва из 2010. у њему је живело 3.285 становника.

## Демографија
Према попису становништва из 2010. у граду је живело 3.285 становника, што је 598 (15,4%) становника мање него 2000. године.
|                   | 2010.          | 2000.          |
| Укупно            | 3 285 (100,0%) | 3 883 (100,0%) |
| Афроамериканци    | 1 579 (48,07%) | 1 638 (42,18%) |
| Белци             | 1 322 (40,24%) | 1 926 (49,60%) |
| Хиспаноамериканци | 316 (9,619%)   | 283 (7,288%)   |
| Остали            | 55 (1,674%)    | 26 (0,670%)    |
| Азијати           | 13 (0,396%)    | 10 (0,258%)    |